# Candy Store Rock/Royal Orleans
Candy Store Rock/Royal Orleans è un singolo del gruppo musicale inglese Led Zeppelin, pubblicato nel 1976 ed estratto dal loro settimo album in studio Presence

## Brani
Il brano Candy Store Rock è stato scritto da Jimmy Page e Robert Plant e prodotto da Page.
Esso è stato registrato in Germania, presso i Musicland Studios di Monaco di Baviera.

## Tracce
1. Candy Store Rock – 4:10 (Robert Plant, Jimmy Page, John Paul Jones e John Bonham)
2. Royal Orleans – 2:58